# Épiphane de Constantinople
Épiphane de Constantinople fut patriarche de Constantinople de février 520 à juin 535.

## Historique
Le synode tenu à Constantinople pour entériner le choix du nouveau patriarche par Justin Ier envoya une lettre à Hormisdas, pape de Rome, le désignant comme un « orthodoxe, qui a un souci paternel pour les orphelins ».
À un moment où se diffusait l'orthodoxie néo-chalcédonienne, il accepta les conditions de paix entre Orient et Occident conclues par son prédécesseur Jean II avec Hormisdas. Pour rendre la paix générale, il demanda au pape, dont l'autorité, depuis la crise monophysite à Constantinople, s'était renforcée, de ne pas être trop rigoureux en excluant des diptyques les noms des évêques compromis. Il s'engageait ainsi à suivre la même liste de noms que celle du pape de Rome. Les excuses qu'il présenta pour les évêques du Pont, d'Asie et d'Orient sont écrites dans un style admirable. Les réponses d'Hormisdas sont données dans les Actes du synode de Constantinople de 536, sous Mennas, où il loue la prudence et l'expérience d'Épiphane.
Les sévères mesures prises par l'empereur pour rétablir la suprématie catholique sur l'Orient ont conduit Théodoric le Grand, le maître ostrogoth et arien, de l'Italie, à des actes de vengeance en Occident, au point d'alarmer le pape Jean Ier. En 525, à la demande de Théodoric, le pape se rendit à Constantinople pour obtenir la révocation de l'édit contre les ariens et la récupération de leurs églises. Il fut reçu avec grand honneur dans la capitale de l'Orient romain. Le peuple fit douze milles dans sa direction, portant des cierges et des croix. L'empereur Justin se prosterna devant lui et voulut être couronné par sa main. Le patriarche Épiphane l'invita à célébrer la messe le jour de Pâques, en latin, ce qu'il fit, non sans exclure des diptyques le nom du patriarche d'Alexandrie, Timothée, ennemi déclaré de Chalcédoine.
En 531, la dispute entre Rome et Constantinople fut ravivée par l'appel du métropolite de Larissa, Stéphane, au pape Boniface II contre une sentence d'Épiphane. Mais son appel ne fut pas entendu et Stéphane déposé.
Mis à part ses lettres à Hormisdas, nous possédons la sentence du concile qu'il réunit contre Sévère et Pierre Monge. Quarante-cinq canons lui sont attribués.

## Écrits
- CPG 6838-6842.